# Blog del narco
Le Blog del Narco est un site Internet anonyme créé au Mexique par des particuliers souhaitant divulguer des informations sur les activités des cartels mexicains. Selon ses créateurs, le blogue est né dans le but de faire connaitre au monde entier les atrocités de cette « guerre silencieuse » et informer les habitants qui ne savent plus quelle attitude adopter face à ce problème.                
Dans un pays comme le Mexique, où la liberté d'expression et la liberté de la presse sont largement menacées par les narcotrafiquants, le site se présente comme l'une des seules sources à laquelle les Mexicains peuvent se référer pour trouver des informations sur les diverses actions des trafiquants. Les médias mexicains, souvent menacés par les gangs, ont peu à peu délaissé le sujet créant ainsi un véritable désert médiatique. Selon le CNDH (Comisión Nacional de los Derechos Humanos), 74 journalistes mexicains auraient été assassinés par les trafiquants entre 2000 et 2011,. De plus, la plupart des journalistes des grands quotidiens comme ceux du journal mexicain Zocalo par exemple, ont reçu des menaces de mort. 
Le blogue est aujourd’hui salué à travers le monde par de nombreux journaux, par des quotidiens comme The Guardian ou Los Angeles Times qui ont tous deux mis en avant le fait que le Blog del Narco était l'une des seules réponses contre le « narco-censorship ». Pour Reporter sans frontières, il apparait comme un acte de résistance dans l’un des pays les plus dangereux au monde pour les journalistes.
Le blogue fut pour la première fois édité le 2 mars 2010 par deux étudiants originaires du nord du pays et demeure aujourd'hui l'un des sites les plus visités au monde. Selon Alexa, le Blog del Narco enregistrait plus de 25 millions de visites par mois en 2012 et figure aujourd'hui parmi les 100 adresses web les plus visitées au Mexique. Le contenu du site est posté par un petit nombre de personnes qui consacrent quatre heures par jour à sa rédaction.  Les centaines de publications journalières reposent  sur des témoignages et des photographies envoyés par des témoins via l'adresse email du site ou sur des vidéos violentes postées par les trafiquants sur les réseaux sociaux.

## Les débuts
En 2010, deux jeunes d'une vingtaine d'années, un programmeur en informatique et une étudiante en journalisme répondant au pseudonyme de Lucy, créent le Blog del Narco.
Le Blog du Narco a pour objectif d’offrir une véritable information en s'opposant au silence des autorités mexicaines. 
Des faits divers sont à l’origine de cette création, notamment l'histoire d'un jeune homme originaire du sud du pays. De passage dans la ville de Tamaulipas, alors déchirée par des combats inter-cartels, il subit des violences iniques : vol, lynchage, blessures sévères, sa séquestration dure plus de deux jours. Ses seuls torts étaient d'ignorer totalement la situation dans laquelle la ville se trouvait et de s'y être aventuré sans la permission des dealers. Cependant, comme le soulignent les deux fondateurs dans leur ouvrage sur les origines du site, il était loin d’être le seul à n'avoir eu aucun écho des événements, les médias n’ayant pas diffusé l’information. Par conséquent seuls les habitants de Tamaulipas et de sa région, témoins des scènes, savaient ce qui se passait réellement dans la ville. C’est en partie pour éviter que de nouveaux accidents de la sorte surviennent que les deux jeunes se sont unis dans ce projet. 
Cependant, ce qui n’était au départ qu’un hobby et un  moyen de pression contre un gouvernement « corrompu » par le narcotrafic, s’est révélé être une source précieuse d’informations pour le monde entier. Après seulement une semaine d’existence, le site enregistrait déjà plus de 3 millions de visites mais également un grand nombre de menaces. Devenu en moins de six mois le premier site de référence sur la guerre du narcotrafic, il fut victimes de nombreuses cyber-attaques, menées notamment par le gouvernement mexicain. Le FBI et la DEA l’ont également très vite placé sous surveillance en raison du contenu polémique qu’il diffuse, alors que Google Mexico l’a rapidement retiré de son moteur de recherche.

## Un site menacé
C’est en effet une véritable chasse à l'homme qui débuta le 2 mars 2010 pour les autorités mexicaines. Depuis, il est très difficile pour les administrateurs de garder l’anonymat et surtout la vie.
L’année 2011 marque d’ailleurs un sombre tournant dans l’histoire du blogue puisqu’il perd trois de ses plus fervents informateurs. En effet, durant le mois septembre deux collaborateurs du Blog del Narco sont morts torturés, éventrés puis pendus à un pont et le corps d’un troisième fut retrouvé calciné, une souris d’ordinateur et un papier posés sur le thorax. Cette image forte, symbolise bien la menace qui pèse sur la presse dans ce pays et sur ceux qui veulent informer les populations.
Bien que les fondateurs du blogue soient de véritables héros dans leur pays, le mystère demeure entier en ce qui concerne leur identité. Le duo accorde en effet très peu d’interviews et reste très discret sur sa vie privée. Comme le pointe le journaliste Nate Freeman de The Observer , cette absence de visage permet au site de parler là où la presse et la télévision restent silencieuses. 
Cependant, on peut tout de même évoquer l’interview donnée par l’informaticien du site à Associated Press en 2010. Ses réponses étaient transmises par le biais d’un téléphone portable dont le numéro avait été préalablement déguisé. Il a alors entre autres révélé payer la société américaine qui héberge le site seulement en espèces.
Une autre interview marquante est celle de la rédactrice en chef « Lucy » pour le quotidien britannique The Guardian le 17 mai 2013. Elle fut donnée à l’occasion de la sortie du livre Dying for the Truth: Undercover Inside the Mexican Drug War, (Mourir pour la vérité : Sous couverture dans la guerre mexicaine du narcotrafic) écrit par la journaliste elle-même. Cette interview réalisée via Skype fut obtenue après un long échange de messages avec le gérant du site puis, la jeune femme fut mise en relation avec les journalistes par des informateurs anonymes. Le quotidien qui révèle alors  la présence d’une femme aux commandes du site et diffuse pour la première fois le pseudonyme Lucy. Dans cette interview,  la créatrice se confie sur les changements que la création du Blog del Narco a suscités dans sa vie. Elle décrit une vie en cavale, déchirée entre l’envie d’aider les gens à sortir de cette guerre du silence et l’envie de tout plaquer pour retrouver une vie normale et sécurisée. Cependant, elle réaffirme son espoir d’un Mexique meilleur et met un point d’honneur sur la deuxième mission qu’elle s’est fixée : rester en vie coûte que coûte pour que le blogue ne s’éteigne pas. L’interview se déroule dans un contexte de crise pour le groupe : en effet, Lucy a fui le Mexique pour s’installer au Texas puis en Espagne. Elle raconte au quotidien vivre une vie rythmée par  la solitude et la peur. Âgée d’une vingtaine d’années, elle révèle n’avoir ni enfant, ni compagnon, ni même de proches pour la soutenir car la plupart d’entre eux ignorent totalement son activité pour des raisons de sécurité. Elle ajoute même vivre dans la pauvreté car son site ne lui rapporte pas d’argent et son salaire -  provenant d’une activité professionnelle tenue secrète - lui sert à fuir et à déménager constamment avec comme seul compagnon son blogue. 
L’origine de cette fuite est la réception d’un message d’alerte déclenché par son partenaire le 5 mai 2013.  Ce dernier lui aurait  téléphoné et lui aurait juste dit « Cours ! » puis aurait raccroché. La reporter a déclaré à The Guardian que ce mot était leur « code pour les situations extrêmes ». Aux dernières nouvelles la blogueuse, n'a plus jamais reçu d’information de la part du jeune expert en informatique mais elle sait que quelque chose de grave s’est passé et n’a plus accordé d’autre interview. 

## Contenu
Le contenu du blogue n’est pas censuré et comporte des clichés réels du conflit qui concernent pour la plupart des exécutions effectuées par tous les cartels mexicains. On trouve également des vidéos d’exécutions et de décapitations. Les images diffusées sont extrêmement violentes. Les blogueurs n’hésitent pas à publier des images de véritables massacres, corps décapités, découpés, images d’organes ensanglantés ou encore de familles entières anéanties. Les créateurs insistent sur le fait que le blogue diffuse toutes les photographies très sensibles susceptibles de heurter la conscience de tout le monde, dans le but d’éveiller les esprits et d’encourager les gens à réagir face à ce conflit qui reste trop silencieux. On trouve d’ailleurs de nombreuses images très choquantes d’exécutions de nourrissons et de femmes enceintes pour montrer que les cartels n’épargnent personne.
Selon le journaliste du Wired, Spencer Ackerman : « Même si vous ne parlez pas espagnol (comme moi) les images du Blog del Narco dévoilent toutes une histoire macabre. Des vieux hommes riches pris en otage et humiliés. Des flics équipés de masque de ski prenant des mecs en garde à vue. Des gens marchant dans les rues équipés de gilets pare-balles, armes automatiques à la main. Mais également tous les cadavres et les voitures remplis d’impacts de balle». Pour de nombreux journalistes extérieurs au Mexique, le site s’impose comme une source précieuse dont les contenus ne peuvent cependant être relayés que par les mots, puisqu’une mise en image serait trop forte pour la presse écrite généralisée. Pour Duncan Robinson du New Statesman dire que : « la couverture du blog est crue est un euphémisme. Le contenu est indigeste et écœurant, il couvre des nouvelles brutes, pures et non censurées. Les décapitations sont montrées plutôt que décrites ». L’ouvrage de 398 pages sorti en avril 2013, évoqué précédemment, revient sur les actualités les plus choquantes diffusées par le site de sa création jusqu’à l’exil de la jeune journaliste. Le livre est cependant disponible seulement en version anglaise et espagnole.
Le blogue contient aussi de nombreux témoignages et commentaires précieux laissés par des internautes anonymes. Parmi eux, on peut trouver les remerciements d’une femme dont le fils avait disparu. Les photographies non censurées du Blog del Narco lui ont permis de reconnaître son fils parmi les corps calcinés exposés sur le site et de pouvoir récupérer son corps et l’enterrer. Les commentaires des lecteurs démontrent la mission éducative et de dissuasion qu’exerce le site sur les jeunes Mexicains. Dans une interview accordée à Vice, la jeune blogueuse confie avoir le sentiment d’être utile auprès des jeunes car depuis le lancement du site les cartels parviennent de moins en moins à trouver de la main d’œuvre facilement exploitable. Des commentaires du type « Je préfère être ouvrier plutôt que de finir comme ça » ou « L’argent va durer, au maximum, deux ans, mais je ne vais pas voir mon bébé grandir, je ne vais pas voir mes parents vieillir » et les témoignages de jeunes ayant repris le chemin de l’école après avoir visité le site fleurissent sur le net.

## Un site controversé
Cependant, les images et vidéos diffusées par le site sont perçues comme de la propagande par certains et notamment par l’État qui qualifie le blogue de porte-parole des cartels. Pour une partie des Mexicains, le blogue encouragerait les actes violents en les médiatisant et de ce fait renforcerait la violence des actions commises par les groupes. Selon l’État, le blogue servirait de vitrine aux cartels et de scène pour propager la peur au sein des populations. De plus, les autorités insistent sur le fait que de nombreuses informations publiées ne sont pas vérifiées et peuvent être truquées par les trafiquants eux-mêmes. La rupture du site avec les autorités est visible par les critiques plus ou moins directes des politiques mises en place par le gouvernement et notamment celles de l’ex-président Felipe Calderón et sa « Guerre de la drogue » qui n’ont fait selon Lucy qu’empirer les choses. La jeune femme avoue malgré tout avoir des contacts et « des taupes » au sein des hommes au pouvoir qui lui permettent d’accéder à des statistiques non manipulées par les autorités. 
Un véritable bras de fer a été engagé entre l’État et les journalistes du blogue en 2011 avec le cas du Casino Royale où les deux parties se contredisaient. Au début, les autorités déploraient 18 victimes et le site faisait état de plus de 100 morts. Plus tard sous la pression des informations mises en avant par le site, le gouvernement a évalué le nombre de victimes à une cinquantaine et accusé le Bloc del Narco de désinformation. Pour un grand nombre de politiques du gouvernement Calderón, le blogue serait nocif pour le bon fonctionnement de la société car, en « exagérant » les faits, il accentuerait les sentiments d’insécurité et par conséquent la prise des armes. Cependant, dans ses interviews, la blogueuse soutient que la véracité des chiffres publiés dans cette affaire lui a été confirmée par des membres du gouvernement de l’État de Nuevo León et que les autorités ont minimisé l’affaire.
Le site reçut également de nombreuses critiques de la part du Comité pour la protection des journalistes et notamment de Carlos Lauria. L’homme qualifie le site de non professionnel et expose le fait que les articles sont « produits par quelqu'un qui n’utilise pas un point de vue journalistique et qui publie sans considération éthique ».

## Un site copié
Depuis la création du blogue de nombreux sites analogues sont apparus comme :
- El Blog del Narco
- Blog-del-Narco